# Donald I di Mar

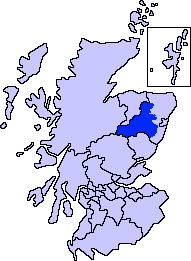
La contea di Mar

Donald I di Mar (... – 1297/1302) fu il settimo Mormaer di Mar ed è conosciuto anche con il nome di Domhnall.

## Biografia
Era figlio del conte di Mar Uilleam e di Isabel Comyn, figlia del conte di Buchan William Comyn.
Fu un forte sostenitore della dinastia Bruce durante la lotta di successione al trono scozzese nel XIII secolo.
Nel si trovò a Norham nel campo delle truppe di Roberto Bruce.
Sposò Helen, probabilmente una figlia naturale di Llywelyn Fawr ap Iorwerth. Dall'unione nacquero tre figli:
- Gartnait, conte di Mar;
- Isabella;
- un'altra figlia.

Credendo che Roberto potesse un giorno salire al trono, diede in sposa al Bruce sua figlia Isabella, antenata della dinastia reale degli Stuart.
Donald morì tra il 1297 e il 1302. A succedergli fu suo figlio Gartnait.